# 2012년 퓨처스리그
퓨처스 리그의 2012년 시즌은 퓨처스 리그의 23번째 시즌이며, 대한민국의 11개 프로 야구 구단과 최초의 독립 구단 1개 구단 그리고 일본의 1개 프로 야구 구단들이 참가한다.
2012년 4월 10일 개막하면, 북부리그 5개팀(상무, 경찰, LG, SK, 두산), 남부리그 6개팀(삼성, 한화, 롯데, 넥센, KIA, NC), 총 11개팀이 4월 10일 ~ 8월 30일까지 총 530경기(북부리그 230경기, 남부리그 300경기)를 거행하게 된다.
북부리그 소속팀들은 동일 리그에 속한 팀과 14차전(홈6, 원정6, 잔여 2경기 격년제), 남부리그팀과는 6차전(홈3, 원정3)씩 총 92경기를 치르며 남부리그 소속팀들은 동일 리그에 속한 팀과 14차전(홈6, 원정6, 잔여 2경기 격년제), 북부리그 팀과는 6차전(홈3, 원정3)씩 총 100경기를 치르게 된다.
퓨처스 올스타전은 2012년 7월 14일 마산종합운동장 야구장에서 개최될 예정이었지만, 14일 경기 개시 1시간여 전부터 굵어진 빗줄기로 인해 결국 취소됐다. 이 경기는 다음날인 7월 15일 오후 2시부터 재개될 예정이었지만, 이날도 오전부터 내린 비로 인해 경기 진행은 쉽지 않아 보였다. 결국 오전 11시 경 취소 결정이 내려졌다. 따라서 2012년 퓨처스리그 올스타전은 열리지 않게 됐다.

## 변경된 사항 (2012년)
- 2012시즌 퓨처스 리그에 참여하는 독립구단인 고양 원더스는 번외경기로 북부리그 팀과 6차전(홈3, 원정3)씩 30경기, 남부리그 팀과 3차전(원정3)씩 18경기, 총 48경기를 치른다.
- 일본 프로 야구 소속의 후쿠오카 소프트뱅크 호크스 3군이 북부리그 3개팀(LG, SK, 두산)와 2차전씩 6경기, 남부리그 6개팀과 2차전씩 12경기, 총 18경기를 거행한다. 경기 중 선수 기록은 공식 기록으로 인정되지 않는다.

## 정규 리그
- 기간 : 2012년 4월 10일 ~ 10월 2일

### 팀 순위

#### 북부 리그
| 순위 | 구단 | 경기 | 승 | 패 | 무 | 승률 | 게임차 | 비고              |
| ---- | ---- | ---- | -- | -- | -- | ---- | ------ | ----------------- |
| 1    | 경찰 | 92   | 54 | 33 | 5  | .621 | -      | 북부리그 공동우승 |
| 1    | 상무 | 92   | 54 | 33 | 5  | .621 | -      | 북부리그 공동우승 |
| 3    | 두산 | 92   | 43 | 39 | 10 | .524 | 8.5    |                   |
| 4    | SK   | 92   | 36 | 46 | 10 | .439 | 15.5   |                   |
| 5    | LG   | 92   | 34 | 51 | 7  | .400 | 19.0   |                   |

#### 남부 리그
| 순위 | 구단 | 경기 | 승 | 패 | 무 | 승률 | 게임차 | 비고                      |
| ---- | ---- | ---- | -- | -- | -- | ---- | ------ | ------------------------- |
| 1    | NC   | 100  | 60 | 35 | 5  | .632 | -      | 남부리그 우승 · 통합 우승 |
| 2    | KIA  | 100  | 48 | 43 | 9  | .527 | 10.0   |                           |
| 3    | 넥센 | 100  | 46 | 47 | 7  | .495 | 13.0   |                           |
| 4    | 삼성 | 100  | 38 | 51 | 11 | .427 | 19.0   |                           |
| 5    | 한화 | 100  | 37 | 51 | 12 | .420 | 19.5   |                           |
| 6    | 롯데 | 100  | 34 | 55 | 11 | .382 | 23.0   |                           |

#### 교류 경기
| 구단       | 경기 | 승 | 패 | 무 | 승률 |
| ---------- | ---- | -- | -- | -- | ---- |
| 고양       | 48   | 20 | 21 | 7  | .488 |
| 소프트뱅크 | 16   | 8  | 7  | 1  | .533 |

### 통계

#### 타자 TOP
- 남부리그

| 부문      | 선수   | 기록  |
| --------- | ------ | ----- |
| 타율(AVG) | 박정준 | 0.352 |
| 홈런(HR)  | 나성범 | 16개  |
| 타점(RBI) | 나성범 | 67    |

- 북부리그

| 부문      | 선수   | 기록  |
| --------- | ------ | ----- |
| 타율(AVG) | 정현석 | 0.368 |
| 홈런(HR)  | 김회성 | 18개  |
| 타점(RBI) | 이재원 | 76    |

#### 투수 TOP
- 남부리그

| 부문            | 선수   | 기록 |
| --------------- | ------ | ---- |
| 승리(W)         | 이재학 | 17   |
| 평균자책점(ERA) | 이재학 | 1.55 |

- 북부리그

| 부문            | 선수   | 기록 |
| --------------- | ------ | ---- |
| 승리(W)         | 윤지웅 | 13   |
| 평균자책점(ERA) | 장원준 | 2.39 |

## 경기 중계
- MBC 스포츠+
- ISPOTS
- 네이버 스포츠